# ポリティカ (セルビアの新聞)
『ポリティカ』（Политика / Politika）は、セルビアの日刊紙である。セルビアでは高級紙とみなされており、日刊紙としてはバルカン半島でも最古の部類に属する。同紙は1904年1月25日にヴラディスラヴ・リブニカルによって刊行された。かつて同紙を所有していたポリティカAD（Politika A.D.）と、ドイツのWAZメディエングルッペがそれぞれ50%ずつ出資する合弁会社であるポリティカ新聞雑誌有限会社（Политика новине и Магазини д.о.о / Politika novine i Magazini d.o.o.）によって発行されている。ポリティカ社は日刊のスポーツ紙『スポルツキ・ジュルナル』や、コンピュータや新技術に関する『スヴェト・コンピュテラ』、1939年に刊行された娯楽雑誌『ポリティキン・ザバヴニク』などの定期刊行物を発行している。また、同社はセルビアとモンテネグロであわせて1100程度の街頭販売所を運営している。
発足当初からセルビアや、後にはユーゴスラビアの重要人物による寄稿を掲載してきている。これまでに、ブラニスラヴ・ヌシッチやイヴォ・アンドリッチ、ヴァサ・ポポヴィッチ（Vasa Popović）、ズコ・ジュムフル、リュボミル・ヴカディノヴィッチ（Ljubomir Vukadinović）、ミロスラヴ・ラドイチッチ（Miroslav Radojčić）、モシャ・ピヤーデなどが寄稿している。
また、ゾルゲ諜報団の一員としてソビエト連邦の諜報活動に携わったブランコ・ド・ヴーケリッチは本紙の特派員として日本に赴き、確認されているだけで56本の署名記事が掲載されている。ヴーケリッチが特派員になった経緯には不明な点が多いが、ユーゴスラビア共産党のシンパだった当時の社主リブニカルの独断ではないかとみられている。
RTVポリティカは1990年に開設された放送局で、ポリティカADが過半数を所有していた。放送局は独自の周波数帯と中継局を持ち、セルビアの国土の大部分、人口の90%がその視聴可能範囲に含まれていたが、放送免許の更新を受けず、2007年に放送を停止した。